# Благово (дворянский род)
Благово́ (писались также Благовы и Благие) — дворянский род.
Сведения о них делаются известными с Елизария Шемякича, который упоминается в 1572 г. на свадьбе короля ливонского Магнуса с княжной Марией Владимировной Старицкой. В 1580 г. он ездил в Польшу с дипломатическим поручением. Иван Осипович упоминается на свадьбе Иоанна Грозного с Марией Фёдоровной Нагой в 1581 г.
В 1573 году опричниками Ивана Грозного числились: Борис и Владимир Вериговичи, Елизарий и Григорий Шемякины, Яков Поздняков, Аврам Владимирович, Богдан и Иван Блудовичи,  Иван и Афанасий Ивановичи, Нечай, Степан и Андрей Фёдоровичи, Остафий Фендрикович, Пронка Поздняков.
Борис Петрович был послом в Царьграде в 1584 и 1585 гг.. Афанасий Иванович служил воеводой в Березове в 1594 г. Пётр Владимирович старший два раза ездил в Польшу дворянином при посольстве: в 1589 и 1601 гг. Пётр Владимирович находился при датском принце Густаве в 1602 г.
Иван Владимирович и Иван Степанович находились воеводами: первый — в Сургуте в 1599 г. и с 1608 по 1611 г., а второй — в Рязани в 1629 г. Благовы или Благово служили в XVII в. стольниками, дворянами московскими и стряпчими.
Василий Алексеевич и Пётр Васильевич, а также Константин и Андрей Григорьевичи из числа семи Благовых, владевших населенными имениями в 1699 г., — были стольниками Петра Великого.

## Известные представители
- Благово Афанасий Фёдорович — стольник патриарха Филарета в 1627—1629 г., московский дворянин в 1636—1677 г.
- Благово Петр Васильевич — стольник царицы Прасковьи Фёдоровны в 1676—1686 г., стольник в 1677—1692 г.
- Благово: Алексей Борисович, Алексей Васильевич, Калина и Фёдор Григорьевичи — стольники в 1686—1696 г.
- Благово: Борис Григорьевич, Василий и Григорий Борисовичи, Иван Степанович — московские дворяне в 1657—1692 г.
- Благово Василий Алексеевич — стольник царицы Натальи Кирилловны в 1692 г.
- Архимандрит Пимен (1827—1897) — архимандрит Русской православной церкви, настоятель Русской посольской церкви в Риме.
- Благово, Владимир Фёдорович — Георгиевский кавалер; подполковник; № 8496; 26 ноября 1850.
- Благово, Константин Петрович (1874—1920) — полковник 147-го пехотного Самарского полка, герой Первой мировой войны.
- Благово, Никита Владимирович[вд] (род. 1932) — инженер-электрик, мастер спорта СССР по туризму, генеалог, создатель музея школы Карла Мая.
- Благой, Дмитрий Дмитриевич (1893—1984) — русский советский литературовед.
  - Благой, Дмитрий Дмитриевич (1930—1986) — советский пианист, педагог, композитор, музыковед, общественный деятель, поэт.